# Amanda Carter
Amanda Carter (nacida el 16 de julio de 1964) es una jugadora paralímpica australiana de baloncesto en silla de ruedas. Le diagnosticaron mielitis transversa a la edad de 24 años, comenzó a jugar al baloncesto en silla de ruedas en 1991 y participó en el equipo nacional femenino de baloncesto en silla de ruedas de Australia, los Gliders, en tres Juegos Paralímpicos de 1992 a 2000. Una lesión en 2000 la obligó a retirarse del deporte, pero volvió a la selección nacional en 2009, y fue miembro del equipo que representó a Australia y ganó la plata en los Juegos Paralímpicos de Londres 2012.
Debido a su lesión de 2000, Carter perdió una considerable movilidad en su brazo derecho, y requirió una reconstrucción del codo. Pasó once semanas en una máquina de movimiento pasivo continuo, y se requirieron nueve operaciones para tratar el codo. Después de su regreso en 2008, jugó para los Dandenong Rangers en la Liga Nacional de Baloncesto en Silla de Ruedas Femenina de Australia (WNWBL), el equipo en el que había jugado antes de su lesión. Ese año recibió un premio como jugadora de los Dandenong Rangers y fue nombrada Jugador Más Valioso (MVP) en su clasificación de discapacidad de 1 punto en la WNWBL y fue nombrada para el All Star Five de la liga. Los Rangers ganaron títulos consecutivos de la WNWBL en 2011 y 2012, y fue nombrada de nuevo MVP de la WNWBL con 1 punto y en la liga All Star Five en 2012.

## Vida personal
Carter nació el 16 de julio de 1964 en Heidelberg, Victoria. Pasó su infancia viviendo en el suburbio de Heidelberg Oeste de Melbourne. Fue a la Escuela Primaria de Olympic Village, asistió a los años 7 a 10 en la Escuela Secundaria Latrobe y a los años 11 y 12 en la Escuela Secundaria Thornbury. Luego ingresó a la Universidad La Trobe, donde obtuvo los títulos de Licenciada en Ciencias Aplicadas y Master en Terapia Ocupacional. De joven, jugó al netball. En 1989, a la edad de 24 años, le diagnosticaron mielitis transversa después de un ataque de varicela. Trabaja como terapeuta ocupacional y tiene un hijo, Alex. A partir de 2012, todavía vive en Heidelberg Oeste.

## Baloncesto en silla de ruedas

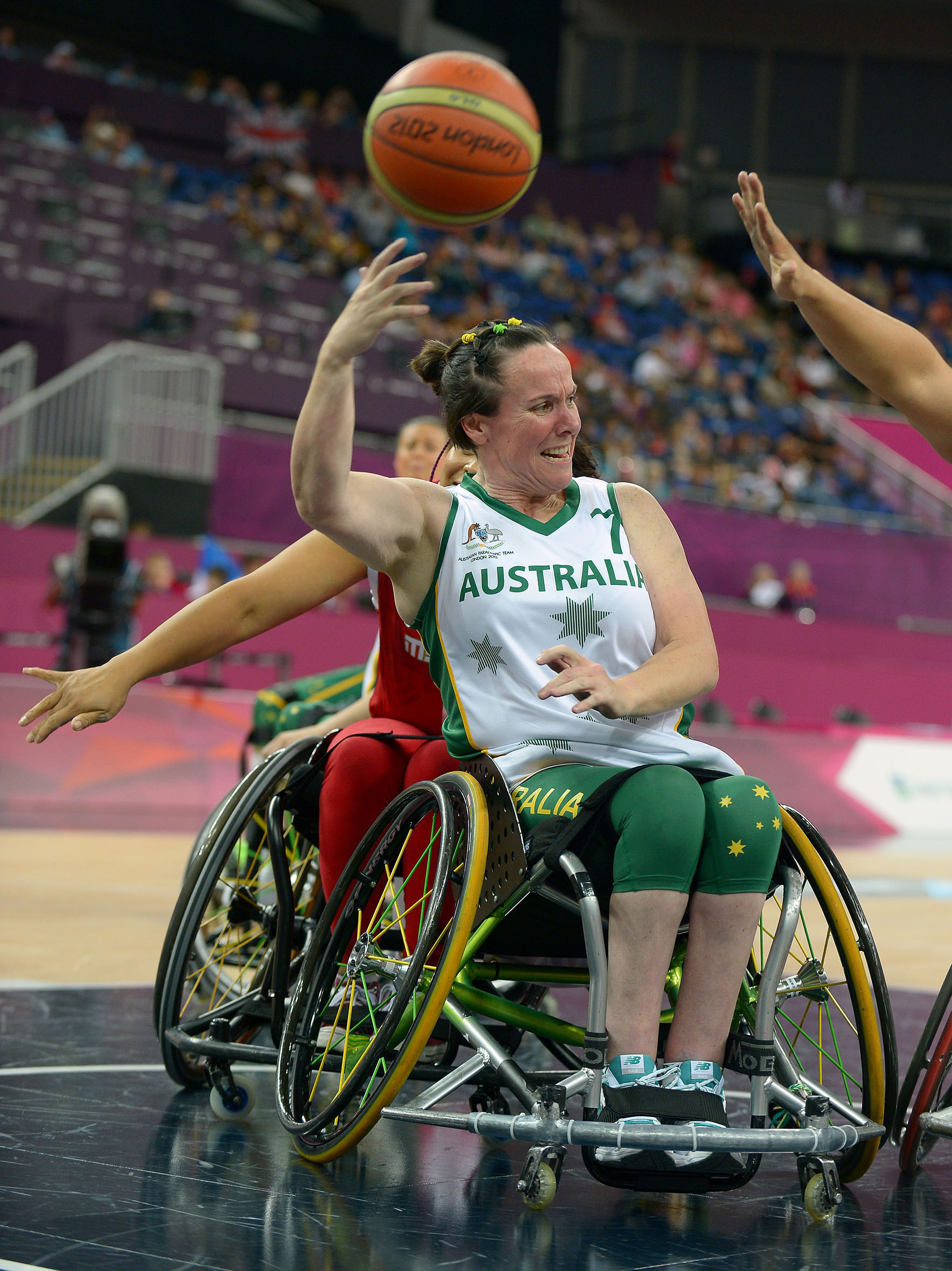
Carter en los Juegos Paralímpicos de Londres 2012.

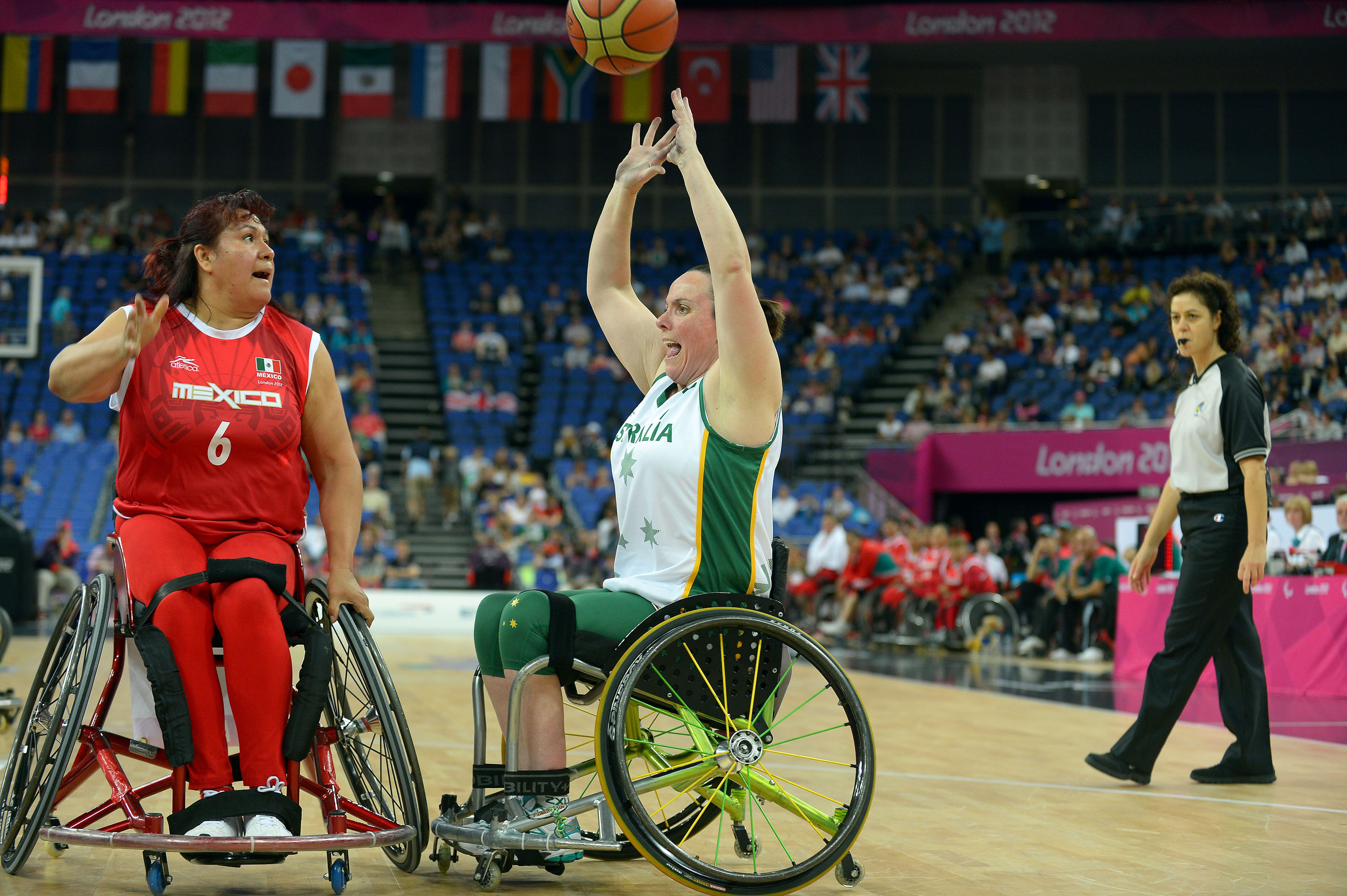
Carter en los Juegos Paralímpicos de Londres 2012.

Comenzó a jugar en el baloncesto en silla de ruedas en 1991 como parte de su rehabilitación. Ella es guardia, y jugadora de 1 punto. Antes de su accidente de 2000, era una jugadora de 2 puntos.
Ha sido apoyada por el programa de Apoyo Directo al Atleta (DAS) de la Comisión Australiana de Deportes con 5.571 dólares en 2009/2010, 17.000 dólares tanto en 2010/2011 como en 2011/2012, y 10.000 dólares en 2012/2013. En 2012, se entrenó en Aqualink-Box Hill, en el Centro de Rehabilitación Royal Talbot, en Kew, y en la YMCA, en Kew.

### Equipo nacional
Carter participó por primera vez en el equipo nacional femenino de baloncesto en silla de ruedas de Australia, conocido como los Gliders, en 1992 en un torneo precursor antes de los Juegos Paralímpicos de Barcelona 1992, en el que también participó. Fue miembro del equipo que ganó una medalla de bronce en los Campeonatos Mundiales de 1994. En los Juegos Paralímpicos de Atlanta 1996, su equipo terminó en cuarto lugar, perdiendo contra los Estados Unidos 41-30, en el partido por la medalla de bronce en el Omni Coliseum ante una multitud de 5.033 personas. Carter lideró a Australia en la puntuación con 12 puntos en ese juego.
En 1998, ganó una medalla de bronce con el equipo en los Campeonatos Mundiales. Participó en la Copa de Oro de 1998 en Sídney, donde fue la segunda máxima anotadora de Australia con 30 puntos. En el año y medio anterior al comienzo de los Juegos Paralímpicos de Verano de 2000, jugó en varias series de pruebas con el equipo, incluyendo una serie de cinco en julio de 2000 en Sídney donde Australia tuvo 2 victorias y 3 derrotas. Las dos victorias australianas fueron la primera vez que Canadá perdió en diez años. También participó en cinco series de pruebas contra Países Bajos, Estados Unidos y Japón, donde su equipo ganó todos los partidos de esas series. En la victoria del equipo contra Canadá por 52-50 en uno de esos partidos, anotó una canasta a falta de 16 segundos para el final del partido que llevó el marcador a 51-50.
Ganó una medalla de plata como parte de su equipo en los Juegos Paralímpicos de Sídney 2000. Se perdió un partido de calentamiento contra el equipo del Estado de Nueva Gales del Sur antes del comienzo de los Juegos de 2000. También se perdió un partido de práctica que su equipo jugó contra el equipo femenino de baloncesto en silla de ruedas de Alemania debido a una enfermedad que contrajo durante un campamento de entrenamiento del equipo en el Instituto Australiano del Deporte que tuvo lugar una semana antes del comienzo de los Juegos. La mitad de su equipo tuvo infecciones respiratorias antes del comienzo de los Juegos Paralímpicos. No asistió a las ceremonias de apertura. Durante el juego de grupo en los juegos, anotó 12 puntos en una victoria 38-26 contra los Países Bajos, que fue la mayor cantidad de puntos que había anotado en un partido internacional. En un momento dado, hizo cuatro canastas seguidas. Su equipo llegó al juego por la medalla de oro después de vencer a Japón por un marcador de 45-33. Al entrar en el juego por la medalla de oro, Carter se había perdido la sesión de entrenamiento del día anterior, y tenía una lesión en el codo. Su equipo perdió el partido contra Canadá ante una multitud de 16.389 espectadores, con Carter anotando únicamente cuatro puntos en el primer tiempo.
Durante el partido, fue golpeada en su lado derecho, y su brazo derecho quedó atrapado debajo de su silla de ruedas, causando la ruptura de un tendón en su codo. Tracey Ferguson, la jugadora canadiense que la derribó, intentó bloquear el camino para que los funcionarios australianos la ayudaran a levantarse. Carter perdió una considerable movilidad en su brazo derecho, y requirió una reconstrucción del codo. Pasó 11 semanas en una máquina de movimiento pasivo continuo recibiendo tratamiento. Se necesitaron nueve operaciones para tratar el codo. Debido a que tenía una afección preexistente, la compañía de seguros se negó a pagar su tratamiento, aunque le pagó 7.500 dólares a cambio de aceptar no emprender acciones legales. Carter llevaba mucha rabia hacia la canadiense en el primer año después de su accidente. En 2004, todavía no podía flexionar completamente su mano. Después de su accidente, ocasionalmente requirió el uso de una silla de ruedas eléctrica debido a la gravedad de su lesión, y necesitó la ayuda del Consejo de Atención a Domicilio para limpiar su casa. Antes de 2000, había sido entrenada principalmente por el entrenador de la selección nacional Peter Corr.
Fue seleccionada para jugar en una serie de pruebas de cuatro partidos en Canberra contra el equipo de baloncesto en silla de ruedas de Japón en marzo de 2002, la primera internacional australiana que acogió al equipo desde los Juegos Paralímpicos de Verano de 2000, y en el evento de la Copa Mundial de 2002 en Japón, pero no lo hizo. Abandonó el deporte después de que se le dijera que ni el seguro ni el Comité Paralímpico Australiano la cubrirían contra lesiones durante una gira por los Estados Unidos, ya que su tendinitis se consideraba una condición previa no asegurada allí, y tendría que pagar los costos del tratamiento de la lesión ella misma. Dejó el baloncesto en silla de ruedas. Tuvo un hijo, lo que causó una recurrencia de su enfermedad original.
Retomó el baloncesto en silla de ruedas después de ver al equipo nacional competir en los Juegos Paralímpicos de Pekín 2008. Esto reavivó su interés en jugar el deporte de forma competitiva. Regresó a los Gliders en 2009. Ese año, compitió en la competición de las Cuatro Naciones en Canadá, fue una de las seis jugadoras que jugaron para los Dandenong Rangers en la WNWBL. También participó en las Series Amistosas de Japón. Fue seleccionada para participar en un campo de entrenamiento del equipo nacional en 2010. En este mismo año, formó parte del equipo ganador de la medalla de oro en la Copa de Osaka, uno de los seis victorianos seleccionados. En un amistoso contra Japón en 2012, jugó en tres partidos, donde promedió 0,7 puntos por partido, 1,0 asistencias por partido y 1,0 rebotes por partido. En el Gliders World Challenge 2012, jugó en cuatro partidos, donde promedió 1,5 puntos por partido, 0,5 asistencias por partido y 1,3 rebotes por partido.  Fue entrenada por John Triscari en 2012 con la selección nacional.
Formó parte del equipo de medalla de plata en los Juegos Paralímpicos de Londres 2012. Fue el miembro de mayor edad del equipo, y el único miembro de los planeadores que había participado en los Juegos Paralímpicos de 1992, 1996 o 2000. Jugó el primer partido contra Brasil, en el que el equipo australiano ganó 52-50, pero se quedó fuera del segundo y tercer partido, regresando al campo para la victoria de su equipo en los cuartos de final por 62-37 contra México, en la que jugó 18:38 minutos y anotó 5 puntos. No jugó ni en el partido de semifinales contra Estados Unidos, que ganó Australia, ni en el partido por la medalla de oro contra Alemania, que perdió su equipo.

### Club
En 2000, jugó para los Whittlesea City Pacers en la Liga Nacional de Baloncesto en Silla de Ruedas. Jugó para Victoria en la inauguración de la Liga Nacional de Baloncesto en Silla de Ruedas Femenina (WNWBL) en el año 2000 cuando terminaron primeras en la final después de derrotar a los Hills Hornets 51-50. En la media parte, su equipo ganaba por 10 puntos, siendo Carter una de las razones principales.
De 2008 a 2012, jugó para los Dandenong Rangers en la WNWBL, el equipo para el que había jugado antes de su lesión. Ese año recibió un premio como jugadora de los Dandenong Rangers y fue nombrada la Jugadora Más Valiosa (MVP) en su clasificación de discapacidad de 1 punto en la WNWBL y fue nombrada para el All Star Five de la liga. En 2009, jugó 17 partidos con los Rangers donde promedió 5,1 puntos por partido, y promedió 2,4 asistencias y 3,5 rebotes por partido ese año. En 2010, en 4 partidos promedia 3,0 puntos por partido. Ese año promedia 0,3 asistencias y 3,0 rebotes por partido. En 2011, jugó 18 partidos en los que promedió 4,7 puntos por partido, y promedió 1,3 asistencias y 2,1 rebotes por partido ese año. Los Rangers ganaron consecutivamente títulos de la WNWBL en 2011 y 2012. En 2012, fue nombrada de nuevo MVP de la WNWBL 1 Pointer y al All Star Five de la liga. Jugó 13 partidos esa temporada, en los que promedió 4,5 puntos, 1,5 asistencias y 2,8 rebotes por partido.

## Galería
| |
| Carter desafiando la pelota en un juego contra los Estados Unidos, en los Juegos Paralímpicos de Atlanta 1996. |

|                                                                                      |
| Carter en el ataque durante la competencia en los Juegos Paralímpicos de Sídney 2000 |

|                                                                                    |
| Carter con la pelota durante un partido de los Juegos Paralímpicos de Sídney 2000. |

## Estadísticas
| Competición | Temporada | M  | FGM–A  | FG%  | 3PM–A | 3P% | FTM–A | FT%  | TOT | AST | PTS |
| ----------- | --------- | -- | ------ | ---- | ----- | --- | ----- | ---- | --- | --- | --- |
| WNWBL       | 2009      | 17 | 38–117 | 32.5 | 1     | 0.0 | 10–21 | 47.6 | 3.5 | 2.4 | 5.1 |
| WNWBL       | 2010      | 4  | 6–13   | 46.2 | 0     | 0.0 | 0–0   | 0.0  | 3.0 | 0.3 | 3.0 |
| WNWBL       | 2011      | 18 | 42–81  | 51.9 | 0     | 0.0 | 1–3   | 33.3 | 2.1 | 1.3 | 4.7 |
| WNWBL       | 2012      | 13 | 29–63  | 46.0 | 0     | 0.0 | 0–0   | 0.0  | 2.8 | 1.5 | 4.5 |

| FGM, FGA, FG%: Tiro de campos realizados, intentos y porcentaje | 3FGM, 3FGA, 3FG%: Triples realizados, intento y porcentaje                        |
| FTM, FTA, FT%: tiros libres realizados, intentos y porcentaje   | PF: Faltas personales                                                             |
| Pts, PTS: puntos, promedio por juego                            | TOT: promedio de pérdidas de balón por juego, AST: Asintencias promedio por juego |